# ويلهلم هينريتش فانك
ويلهلم هينريتش فانك (بالألمانية: Wilhelm Heinrich Funk)‏ هو رسام توضيحي ورسام ألماني، ولد في 1866 في هانوفر في ألمانيا، وتوفي في 1949 في ميونخ في ألمانيا.